# Vkladní knížka

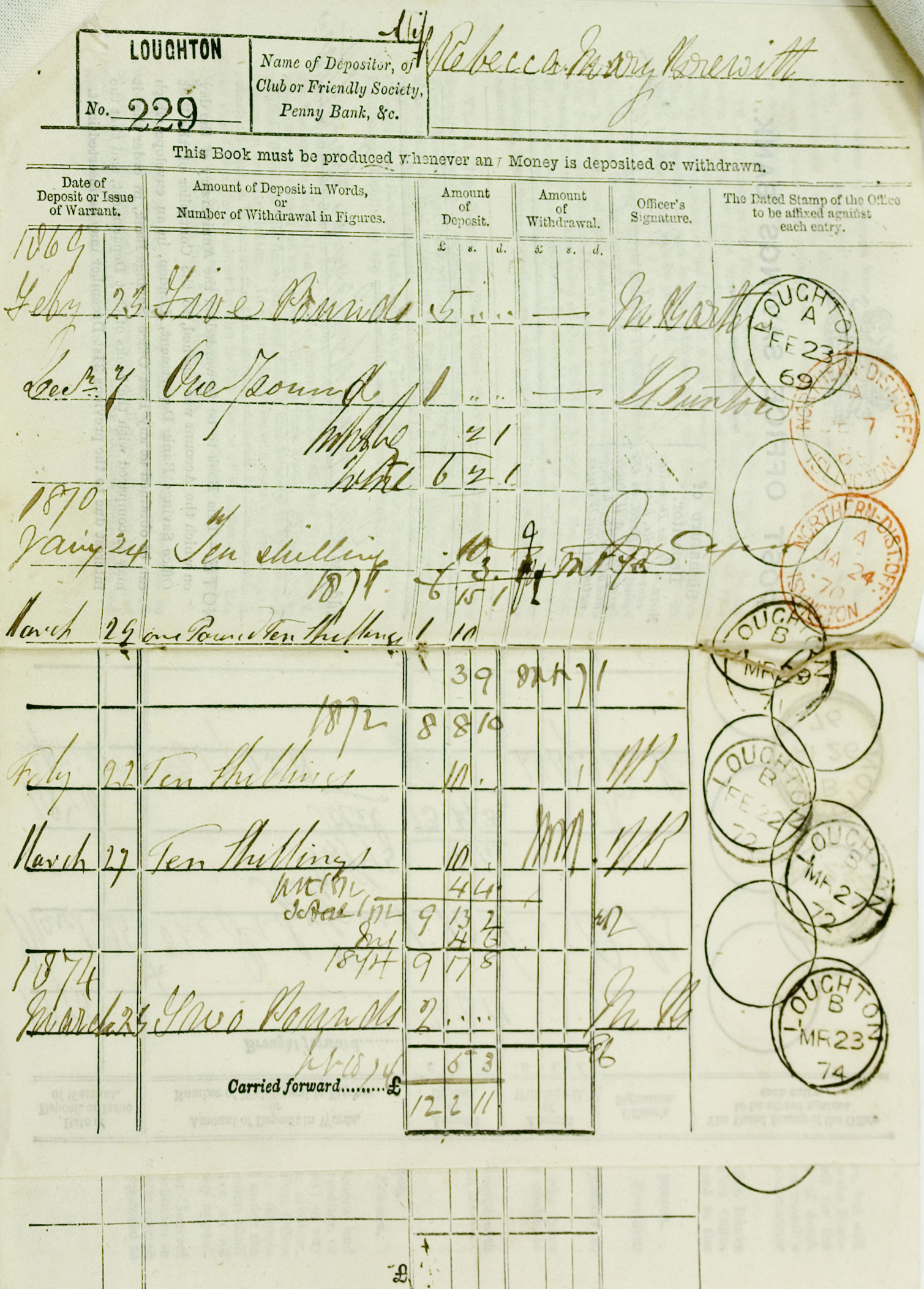
Banka Post Office Savings Bank zavedla vkladní knížky již v 19. století

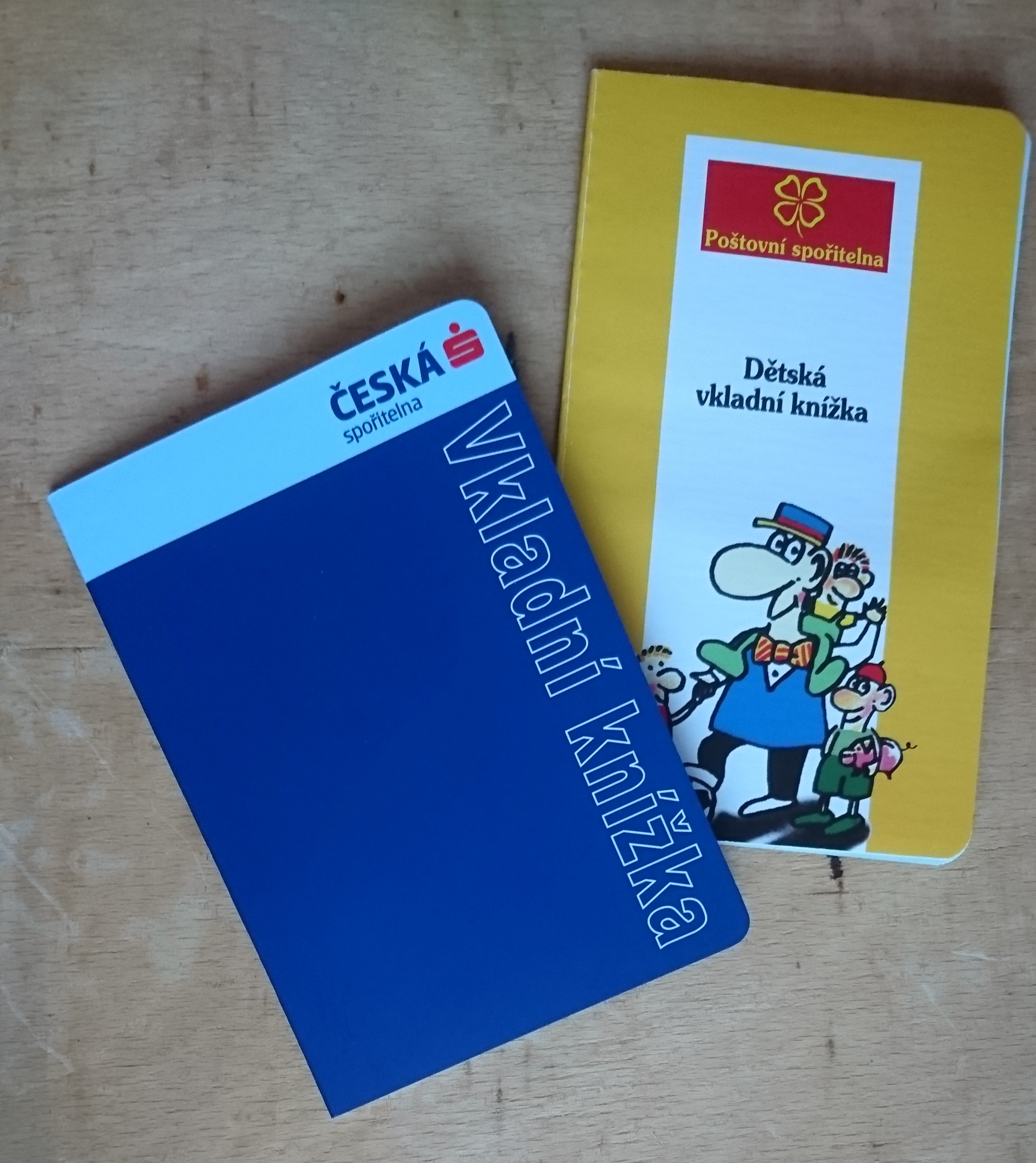
Dětské vkladní knížky na jméno (vkladní knížka dětská), které nabízí ČSOB Poštovní spořitelna a Česká spořitelna v České republice.

Vkladní knížka je dokument evidující potvrzení peněžního ústavu o složení peněžních prostředků na bankovní účet, výběru hotovosti, připsání úroku či jiné nepeněžní operaci. V případě jednorázového vkladu se nevydává vkladní knížka, ale vkladní list. V České republice (a dříve Československu) jde o nejstarší formu spoření vůbec – stále ji nabízejí spořitelny i některé banky. V České republice jsou finanční prostředky na vkladních knížkách, vedených na jméno, ze zákona pojištěny.

## Podmínky založení, vkladu a výběru
Vkladní knížky jsou vydávány v souladu se smlouvou o účtu mezi vkladatelem (který může být fyzická nebo právnická osoba) na jedné straně a peněžním ústavem na straně druhé. Vkladní knížky mohou být vydávány na jméno nebo na doručitele (jako tzv. anonymní vkladní knížky). Varianta vkladů na doručitele byla v Česku od 1. ledna 2003 zrušena a poté už není přípustná. Rozeznávají se vkladní knížky s výpovědní lhůtou nebo bez ní. Při hotovostním vkladu na vkladní knížku ji musí vkladatel předložit, pro zanesení záznamu o vkladu.

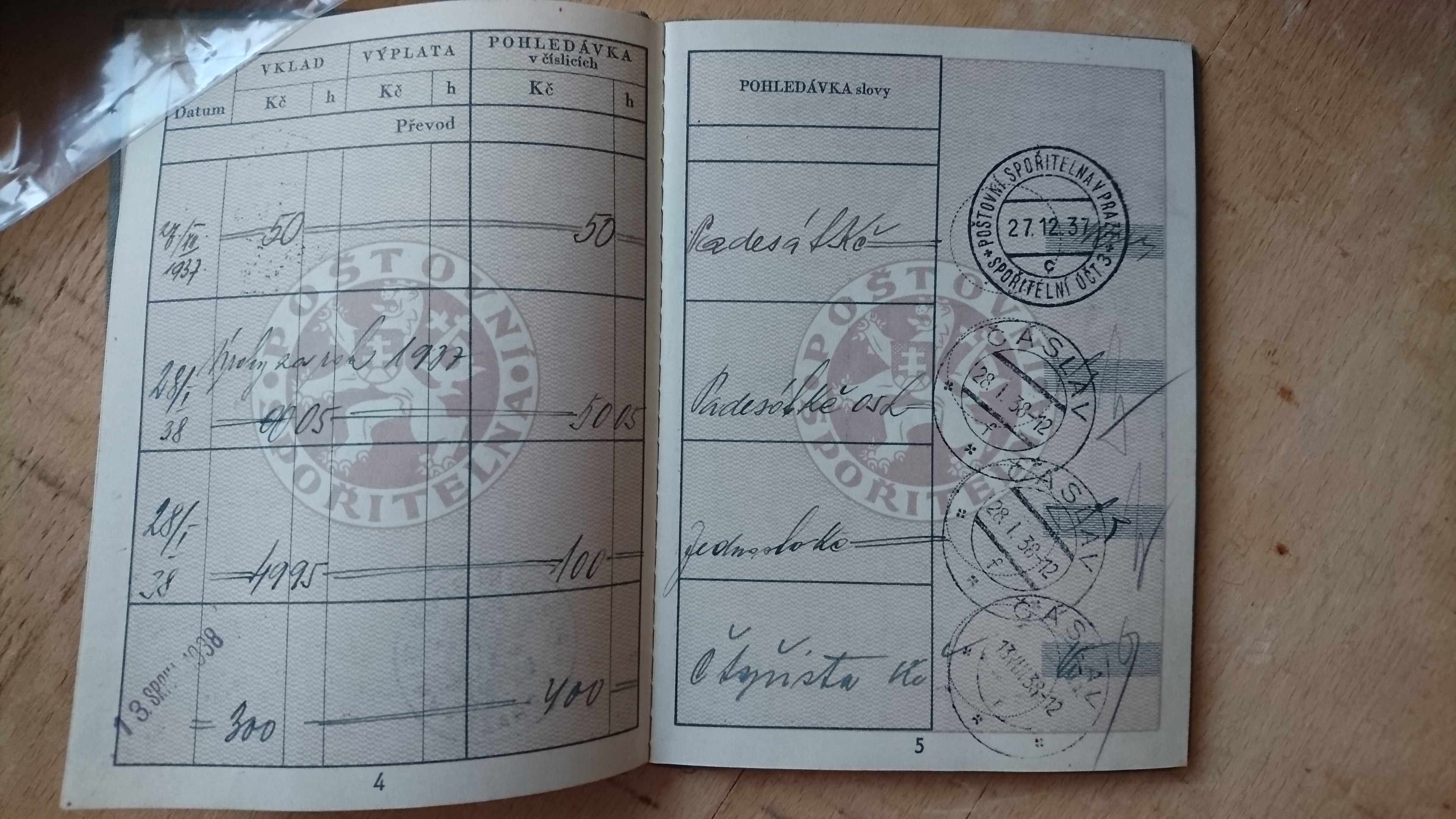
Vkladní Poštovní spořitelny z 30. let 20. století

Vyplacení hotovosti z vkladní knížky může být (dle dohody vkladatele s peněžním ústavem) vázáno na sdělením hesla, popřípadě může být uskutečněno i jinou osobou než vkladatelem (v případech, které striktně stanovuje zákon).

## Náležitosti vkladní knížky
Vkladní knížka by měla obsahovat:
- identifikaci banky a vkladového účtu
  - jméno banky
  - bankovní spojení pro příchozí platby
  - číslo vkladového účtu
  - délku výpovědní lhůty
- jméno a příjmení vkladatele nebo název účtu
- další údaje, schopné vkladatele jednoznačně identifikovat (adresa a datum narození)
- případně další osobu(y) oprávněné manipulovat s vkladem na knížce (např. právní zástupce)
- rubriky pro záznam o vypovězení vkladu – v této části banka potvrzuje přijetí výpovědi na vklad
- rubriky o pohybech hotovosti na vkladní knížce – v této části banka potvrzuje provedené peněžní operace

Část o pohybech hotovosti na vkladní knížce pak obsahuje v každém záznamu:
- datum provedení operace
- označení operace (vklad, výběr, připsání úroku, atd.)
- částka, o kterou byla hotovost na vkladní knížce navýšena nebo snížena
- zůstatek na knížce po této operaci
- razítko a příp. podpis pracovníka peněžního ústavu potvrzující operaci

## Ztráta možnosti operovat s vkladní knížkou
Možnost vkladatele vkládat a nechat si vyplácet hotovost na vkladní knížce je omezena časově. Podle zákona je tato dispozice přerušena, pokud vkladatel neprovedl s vkladní knížkou žádnou operaci po dobu 20 let. Poté se vkladový vztah ze zákona zruší a vkladatel má právo na výplatu zůstatku.
Dříve při ztrátě nebo fyzickém zničení vkladní knížky bylo zahájeno na žádost vkladatele (který se při této žádosti musel identifikovat) tzv. umořovací řízení, na jehož konci byla vkladní knížka prohlášena za umořenou. V případě, že se jednalo o ztrátu, tak tím peněžní ústav zároveň snížil pravděpodobnost neoprávněného výběru možným zlodějem.
Dnes je při ztrátě nebo zničení vkladní knížky automaticky vystavována nová, nahrazující původní vkladní knížku, která je tímto procesem zároveň zneplatněna.

## Srovnání s ostatními finančními produkty
Velkým konkurentem vkladních knížek, které je v průběhu několika posledních let vytlačil, jsou běžné účty. Ty totiž většinou mají menší úrokové sazby a nabízejí lepší portfolio doprovodných služeb a větší pohodlí (zejména mobilní a internetové bankovnictví, díky kterému není nutno chodit na pobočky peněžních ústavů osobně a v úřední hodiny, v kombinaci s bankomaty). Naopak výhodou vkladních knížek je skutečnost, že vkladní knížka může být založena i dětem (s jejich rodiči coby zákonnými zástupci, taktéž oprávněnými k operacím na ní) – tzv. dětská vkladní knížka.

## Dětská vkladní knížka
Dětskou vkladní knížku, neboli vkladní knížku zřízenou zákonným zástupcem jménem dítěte (a na jméno dítěte, tzv. vkladní knížka na jméno ) nabízí např. ČSOB Poštovní spořitelna (ČSOB) nebo Česká spořitelna jako tradiční produkt spoření pro děti. Úrokové sazby vkladů se u takových knížek pohybují v rozmezí 0,5 - 1,0 % ročně. V případě Poštovní spořitelny je na dětskou vkladní knížku je možné úložky zasílat i bezhotovostně převodem z libovolného účtu na tzv. sběrný účet s uvedením specifického symbolu odpovídajícího konkrétní vkladní knížce. Bezhotovostní převody umožňuje i dětská vkladní knížka České spořitelny (výše vkladu převodem se při nejbližší příležitosti zapíše do knížky na pobočce dané spořitelny). Vklad tak může realizovat libovolná osoba, tedy i když není v příbuzenském vztahu k dítěti, osoba v zahraniční, atp. Výhodou vkladní knížky může být její fyzická podoba (knížka) oproti běžným účtům. Rodič tak může takovou knížku např. dítěti fyzicky předat. Avšak samotným předáním na držitele nepřechází žádná práva a povinnosti (tedy ani možnost výběru vkladu), není-li taková vkladní knížka vedena již při založení právě na jeho jméno.
Jiným konkurentem spoření na knížku jsou termínované vklady, které většinou nabízejí větší úroky a mají i striktnější podmínky týkající se vkladů a vysoké smluvní pokuty v případě předčasného výběru.
Alternativou ke vkladním knížkám může být též stavební spoření, které je však omezeno účelem spoření; dluhopisové fondy nebo např. podílové fondy peněžního trhu, které sice mohou být co do výnosu výhodnější, ale současně skýtají větší míru rizika.

## Současný stav
K dubnu roku 2024 poskytuje na území České republiky vkladní knížku poslední finanční instituce - ČSOB.